# Atworth
Atworth – wieś w Anglii, w hrabstwie Wiltshire. Leży 46 km na północny zachód od miasta Salisbury i 145 km na zachód od Londynu.